# Kellan Lutz
Kellan Christopher Lutz (rođen 15. ožujka 1985.) je američki glumac, koji je postao poznat po ulozi Emmetta Cullena u filmskom serijalu Sumrak saga. Prije glume je bio model Abercombie & Fitch marke.

## Životopis
Rođen u Dickkinsonu, North Dakota, ima jednu sestru i šestoro braće. Počeo se baviti manekenstvom s 13 godina. Nakon što je maturirao, preselio se u Kaliforniju zbog studija, no kasnije se predomislio i posvetio glumi. U slobodno vrijeme bavi se sportovima kao što su košarka, plivanje, dizanje utega, tenis, badminton, skijanje. Obožavatelj je horor filmova.
Kellan ima bliska prijateljstva s ekipom iz Sumraka, posebno s Ashley Greene i Jacksonom Rathboneom koje poznaje iz razdoblja prije nego što se počeo baviti glumom.

## Karijera
Kellan je glumio u televizijskim serijama Model Citizens i The Comeback te imao manje uloge u epizodama The Bold and the Beautiful, CSI: NY, Summerland, Six Feet Under, CSI: Crime Scene Investigation i  Heroes. Glumio je u filmovima Stick It, Accepted i Prom Night. 2006. se pojavio u reklami za Hilary Duff parfem With Love... Hilary Duff, 2007. se pojavio u spotu za njezin singl "With Love". 2008. pojavio se u spotu Hinder's "Without You". Iste godine glumio je i u miniseriji Generation Kill, baziranoj na knjizi Evana Wrighta.